# 石邢公路

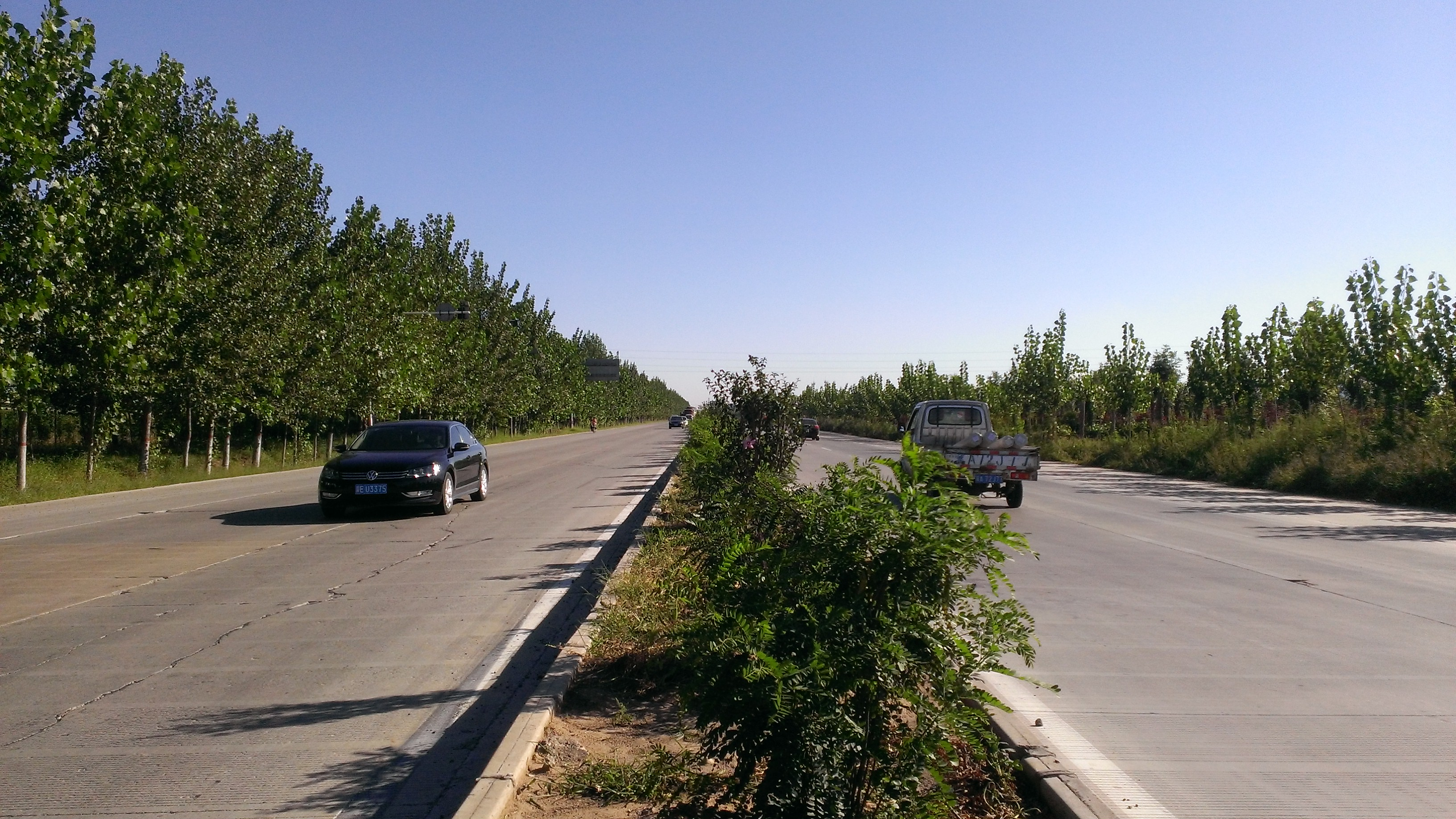
石邢公路在元氏县的其中一段

石邢公路（又称红旗大街）是中华人民共和国河北省石家庄市红旗大街的南延公路，分石家庄段与邢台段。已全部竣工。

## 石家庄段
石家庄段起于石家庄市红旗大街与南二环路交叉处，经鹿泉区、元氏县、赞皇县和高邑县，直至终点高邑县北渎村南与邢台段相接，长50公里。按双向四车道一级公路标准建设，设计时速70公里。